# Ercsi
Ercsi – miasto na Węgrzech, w Komitacie Fejér, 50 km na południe od Budapesztu. Populacja miasta wynosi 8115 osób (styczeń 2011).